# Unifikacja prawa w Polsce
Unifikacja prawa w Polsce – całokształt działań legislacyjnych przeprowadzonych w Polsce w latach 1918–1946, polegających na zastąpieniu prawa państw zaborczych jednolitym dla całego kraju prawem polskim.

## Porządki prawne II Rzeczypospolitej
Po odzyskaniu niepodległości w 1918 funkcjonowało na terenie Polski pięć porządków prawnych, pozostałych po państwach zaborczych:
- prawo niemieckie (pruskie) w województwach zachodnich,
- prawo austriackie (galicyjskie) w województwach południowych i na Śląsku Cieszyńskim,
- prawo rosyjskie w województwach wschodnich,
- prawo byłego Królestwa Polskiego w województwach centralnych,
- prawo węgierskie w częściach Spiszu i Orawy przyłączonych do Polski, które należały wcześniej do Królestwa Węgier – obowiązywało do 25 listopada 1922, kiedy to na ten obszar rozciągnięto prawo obowiązujące na obszarze właściwości Sądu Apelacyjnego w Krakowie, a więc prawo austriackie[1],
- oprócz tego obowiązywało również wiele miejscowych aktów prawnych wydawanych przez organy zarządzające poszczególnymi terenami Polski w okresie przed uformowaniem się jednolitej władzy: wojskowego komendanta Litwy Środkowej, władz wojennych na Kresach Wschodnich, komisje likwidacyjne poszczególnych dzielnic itp.

Porządki prawne państw zaborczych były odmienne co do zasad i szczegółów w każdej ze swych gałęzi, zarówno w prawie publicznym, jak i w prawie prywatnym, co rodziło liczne problemy (np. przez jakiś czas możliwa była bigamia, zaś na Spiszu i Orawie istniała jeszcze pańszczyzna). Przyjęto fikcję, że prawa państw zaborczych stanowią polskie prawa dzielnicowe i wprowadzono normy kolizyjne, pozwalające na ustalenie właściwego prawa, jednak było jasne, że na dłuższą metę sytuacja taka jest nie do przyjęcia. Jej rozwiązaniem była właśnie unifikacja prawa, czyli jego ujednolicenie.

## Komisja Kodyfikacyjna
O wadze problemu świadczy fakt, że 3 czerwca 1919 Sejm uchwalił ustawę o Komisji Kodyfikacyjnej – kolegialnym organie, którego zadaniem była unifikacja, a w dalszej kolejności – kodyfikacja polskiego prawa. Komisja była niezależna od jakichkolwiek innych władz, w szczególności od rządu i ministra sprawiedliwości. Działała do 1939, a jej dokonania stanowią ważną kartę w dziejach polskiej legislacji. Poszczególni członkowie Komisji opracowywali projekty aktów prawnych, które poddawano dyskusji na forum Komisji, a po zaaprobowaniu przedstawiano – w postaci gotowej do wprowadzenia – Prezydentowi. Akty prawne Komisji wchodziły w życie jako rozporządzenia Prezydenta Rzeczypospolitej, a nie ustawy. Pozwalało to uniknąć politycznych ingerencji Sejmu w treść unormowań.
Swoją pracę Komisja rozpoczęła od ustalenia sposobu unifikacji. Wyłoniły się bowiem trzy koncepcje:
- pozostawienie praw zaborczych jako praw dzielnicowych z usunięciem jedynie konfliktów między nimi,
- rozciągnięcie na całą Polskę mocy obowiązującej jednego z praw dzielnicowych,
- tworzenie własnych aktów prawnych.

Zwyciężyła trzecia koncepcja, najambitniejsza i najtrudniejsza do zrealizowania, ale pozwalająca na rozwiązanie problemu w sposób kompleksowy. Po zakończeniu unifikacji zamierzano odczekać jakiś czas dla oceny funkcjonowania nowych aktów prawnych, a następnie przystąpić do kodyfikacji.

## Unifikacja prawa publicznego i prawa karnego
W prawie publicznym unifikacja dokonywała się niejako siłą rzeczy, w następstwie wydawania aktów prawnych powołujących organy władzy publicznej II Rzeczypospolitej i nadających im kompetencje.
Od 1 stycznia 1929, na podstawie rozporządzenia Prezydenta Rzeczypospolitej – Prawo o ustroju sądów powszechnych z 6 lutego 1928 (Dz.U. z 1928 r. nr 12, poz. 93), ujednoliceniu uległo sądownictwo powszechne.
W prawie karnym unifikacja zbiegła się z kodyfikacją. 1 lipca 1929 wszedł w życie Kodeks postępowania karnego – rozporządzenie Prezydenta Rzeczypospolitej z 19 marca 1928 (Dz.U. z 1928 r. nr 33, poz. 313). Kodeks ten obejmował również prawo karne wykonawcze. 1 września 1932 wszedł w życie Kodeks karny – rozporządzenie Prezydenta Rzeczypospolitej z 11 lipca 1932 (Dz.U. z 1932 r. nr 60, poz. 571). Autorem projektu pierwszego z tych kodeksów był Edmund Krzymuski, drugiego – Juliusz Makarewicz. Oba kodeksy były aktami nowoczesnymi, spójnymi wewnętrznie, obejmującymi całą regulowaną przez siebie gałąź prawa, dobrze napisanymi, stojącymi na najwyższym światowym poziomie. Niektóre przepisy Kodeksu postępowania karnego z 1928 obowiązywały aż do 1982. Od 1 września 1932 obowiązywało również Prawo o wykroczeniach – rozporządzenie Prezydenta Rzeczypospolitej z 11 lipca 1932 (Dz.U. z 1932 r. nr 60, poz. 572). Aktem prawnym regulującym postępowanie w sprawach o wykroczenia było rozporządzenie Prezydenta Rzeczypospolitej z 22 marca 1928 o postępowaniu karno-administracyjnym (Dz.U. z 1928 r. nr 38, poz. 365), obowiązujące od 29 maja 1928 aż do 1 stycznia 1971.

## Unifikacja prawa cywilnego

### Dwudziestolecie międzywojenne
Najtrudniejszą do zunifikowania gałęzią prawa okazało się prawo cywilne. 20 lat prac Komisji Kodyfikacyjnej okazało się zbyt krótkim okresem dla zakończenia jego unifikacji. W okresie międzywojennym w zakresie szeroko rozumianego (łącznie z prawem pracy i prawem handlowym) prawa cywilnego wydano:
- prawo wekslowe i prawo czekowe z 14 listopada 1924 (Dz.U. z 1924 r. nr 100, poz. 926 i Dz.U. z 1924 r. nr 100, poz. 927), obowiązujące od 1 stycznia 1925, 1 lipca 1936 zastąpione ustawami z 28 kwietnia 1936 (Dz.U. z 1936 r. nr 37, poz. 282 i Dz.U. z 1936 r. nr 37, poz. 283) o takich samych tytułach, obowiązującymi do dziś,
- ustawę z 29 marca 1926 o prawie autorskiem (Dz.U. z 1926 r. nr 48, poz. 286),
- ustawy z 2 sierpnia 1926 o prawie właściwem dla stosunków prywatnych wewnętrznych (Dz.U. z 1926 r. nr 101, poz. 580) – prawo prywatne międzydzielnicowe,
- ustawę z 2 sierpnia 1926 o prawie właściwem dla stosunków prywatnych międzynarodowych (Dz.U. z 1926 r. nr 101, poz. 581) – prawo prywatne międzynarodowe,
- Kodeks postępowania cywilnego z 29 listopada 1930 (Dz.U. z 1930 r. nr 83, poz. 651) – obejmujący jednak tylko proces cywilny, obowiązujący od 1 stycznia 1933,
- Prawo o sądowym postępowaniu egzekucyjnym z 27 października 1932 (Dz.U. z 1932 r. nr 93, poz. 803), obowiązujące od 1 stycznia 1933,
- Kodeks zobowiązań z 27 października 1933 (Dz.U. z 1933 r. nr 82, poz. 598),
- Kodeks handlowy z 27 czerwca 1934 (Dz.U. z 1934 r. nr 57, poz. 502), obowiązujący od 1 lipca 1934,
- Prawo upadłościowe z 24 października 1934 (Dz.U. z 1934 r. nr 93, poz. 834),
- Prawo o postępowaniu układowym z 27 października 1934 (Dz.U. z 1934 r. nr 93, poz. 836).

Akty te, podobnie jak wcześniej wymienione, były wzorem legislacji. Mimo wstrząsu wojennego, a następnie zmiany ustroju, niektóre z nich funkcjonowały do końca lat 90. XX wieku. Do dziś zresztą obowiązują dwa spośród wyżej wymienionych – z minimalnymi zmianami, co jest w polskim prawie absolutnym ewenementem.
Komisja pozostawiła gotowe projekty aktów prawnych – prawa małżeńskiego osobowego (z 1929) i majątkowego (z 1937), prawa o stosunkach rodziców i dzieci (z 1938, autorstwa Stanisława Gołąba) oraz prawa rzeczowego (z 1937). Projektów z końca lat trzydziestych nie zdążono wprowadzić w życie, natomiast projekt prawa małżeńskiego osobowego okazał się zbyt kontrowersyjny ze względu na wprowadzaną w nim świeckość małżeństwa i dopuszczalność rozwodów.
Nie zdążono opracować projektów prawa spadkowego, przepisów ogólnych prawa cywilnego i postępowania nieprocesowego. W chwili wybuchu II wojny światowej prace nad prawem spadkowym były w stadium dyskusji nad jego założeniami. Przepisami ogólnymi prawa cywilnego zamierzano zająć się na samym końcu, po zunifikowaniu wszystkich innych gałęzi prawa cywilnego.

### Po II wojnie światowej
II wojna światowa przerwała proces unifikacji. Zadanie to podjęły ponownie w 1945 władze komunistyczne, działając jednak we właściwy sobie sposób. Nie reaktywowano Komisji Kodyfikacyjnej, mimo że większość jej członków przeżyła wojnę – było nie do pomyślenia, by akty prawne opracowywał niezależny organ. Unifikacją zajęło się bezpośrednio Ministerstwo Sprawiedliwości pod rządem Henryka Świątkowskiego i szarej eminencji – Leona Chajna. Powołano w nim Departament Ustawodawczy kierowany przez Stefana Bancerza (jego zastępcą został Seweryn Szer), a w jego ramach – Komisję Prawniczą jako ciało doradcze, mogące tylko zgłaszać poprawki do przedkładanych mu gotowych projektów. Projekty aktów prawnych opierano na materiałach przedwojennej Komisji Kodyfikacyjnej. Gotowe projekty przedstawiano Krajowej Radzie Narodowej, która uchwalała je jako dekrety z mocą ustawy.
Równocześnie należy pamiętać, iż wobec znacznego przesunięcia granic Polski w jej obrębie znalazły się ziemie byłej III Rzeszy i byłego Wolnego Miasta Gdańska, na których obowiązywał jeszcze inny porządek prawny. Dodatkowo liczne przemieszczenia polskiej ludności spowodowały, iż terytorium kraju zamieszkiwali obywatele przyzwyczajeni do różnych prawodawstw, często odmiennych od porządków prawnych nowego miejsca zamieszkania. Wszystko to sprawiło, iż utrzymywanie dalej podziału polskiego prawa cywilnego na dzielnice stało się niemal niemożliwe.
W tych warunkach unifikacja została przeprowadzona błyskawicznie. Na mocy dekretu z 30 marca 1945 o utworzeniu województwa gdańskiego (Dz.U. z 1945 r. nr 11, poz. 57), na obszarze byłego Wolnego Miasta Gdańska zniesiono całe dotychczas obowiązujące ustawodawstwo, rozciągając jednocześnie na ten obszar ustawodawstwo obowiązujące w pozostałej części województwa. Z kolei tereny należące przed 1945 do III Rzeszy objęto ustawodawstwem obowiązującym na obszarze właściwości Sądu Okręgowego w Poznaniu. Stało się to na mocy dekretu z 13 listopada 1945 o zarządzie Ziem Odzyskanych (Dz.U. z 1945 r. nr 51, poz. 295). Wprawdzie brak w nim przepisu o uchyleniu całego ustawodawstwa III Rzeszy, ale wątpliwości z tym związane rozwiała uchwała Sądu Najwyższego o randze zasady prawnej z 21 maja 1948. W okresie od lipca 1945 do listopada 1946 w ramach unifikacji prawa cywilnego wydano kilkanaście dekretów, regulujących prawo cywilne w zakresie, w jakim nie zdążono zrobić tego przed wojną. Do najważniejszych z nich należały:
- Kodeks postępowania niespornego z 18 lipca 1945 (Dz.U. z 1945 r. nr 27, poz. 169),
- prawo osobowe z 29 sierpnia 1945 (Dz.U. z 1945 r. nr 40, poz. 223),
- prawo małżeńskie z 25 września 1945 (Dz.U. z 1945 r. nr 48, poz. 270) – dekret obejmował tylko prawo małżeńskie osobowe,
- prawo o aktach stanu cywilnego z 25 września 1945 (Dz.U. z 1945 r. nr 48, poz. 272), które obowiązywało do 31 sierpnia 1955, gdy wszedł w życie kolejny dekret – z 8 czerwca 1955 (Dz.U. z 1955 r. nr 25, poz. 151),
- prawo rodzinne z 22 stycznia 1946 (Dz.U. z 1946 r. nr 6, poz. 52),
- prawo opiekuńcze z 14 maja 1946 (Dz.U. z 1946 r. nr 20, poz. 136),
- prawo małżeńskie majątkowe z 29 maja 1946 (Dz.U. z 1946 r. nr 31, poz. 197),
- prawo spadkowe z 8 października 1946 (Dz.U. z 1946 r. nr 60, poz. 328),
- prawo rzeczowe z 11 października 1946 (Dz.U. z 1946 r. nr 57, poz. 319),
- prawo o księgach wieczystych z 11 października 1946 (Dz.U. z 1946 r. nr 57, poz. 320), które obowiązywało do 1 stycznia 1983, gdy weszła w życie ustawa z 6 lipca 1982 o księgach wieczystych i hipotece (Dz.U. z 1982 r. nr 19, poz. 147),
- przepisy ogólne prawa cywilnego z 12 listopada 1946 (Dz.U. z 1946 r. nr 67, poz. 369).

Akty te weszły w życie w okresie od 1 stycznia 1946 do 1 stycznia 1947 i – z zaznaczonymi wyżej wyjątkami – obowiązywały do czasu kodyfikacji prawa cywilnego w 1965. Zmian w tym stanie prawnym dokonano dopiero 1 października 1950, kiedy to:
- prawo małżeńskie z 1945, prawo małżeńskie majątkowe z 1946, prawo rodzinne z 1946 i prawo opiekuńcze z 1946 zastąpił kodeks rodzinny – ustawa z 27 czerwca 1950 (Dz.U. z 1950 r. nr 34, poz. 308),
- przepisy ogólne prawa cywilnego z 1946 i prawo osobowe z 1945 zostały zastąpione przez nowe przepisy ogólne prawa cywilnego – ustawę z 18 lipca 1950 (Dz.U. z 1950 r. nr 34, poz. 311).

Lata 1946–1965 nazywa się w nauce prawa cywilnego okresem prawa zunifikowanego.